# Dolicholobium peekelii
Dolicholobium peekelii är en måreväxtart som beskrevs av Theodoric Valeton. Dolicholobium peekelii ingår i släktet Dolicholobium och familjen måreväxter. Inga underarter finns listade i Catalogue of Life.